# 班布里奇鎮區 (伊利諾伊州斯凱勒縣)
班布里奇（英語：Bainbridge Township）是位於美國伊利諾伊州斯凱勒縣的一個行政鎮區。

## 地方資料
根據2010年美國人口普查的數據，班布里奇的面積為116.80平方千米，當中陸地面積為113.50平方千米，而水域面積為3.30平方千米。當地共有人口582人，而人口密度為每平方千米4.98人。